# Баштан, Сергей Васильевич
Сергей Васильевич Баштан (21 января 1927 — 10 января 2017) — советский и украинский бандурист, педагог, композитор. Заслуженный артист Украинской ССР (1968), народный артист Украины (1995).

## Биография
В 1949—1954 годах учился в музыкальном училище им. Р. Глиэра (класс бандуры В. Кабачка), а затем в 1959 году окончил Киевскую консерваторию, отдел народных инструментов по классу бандуры В. Кабачка и М. Гелиса.
В 1948—1954 годах был солистом-бандуристом Государственного украинского народного хора, в 1955—1959 работал в Украинском центре радиовещания и телевидения. В 1957 году стал лауреатом конкурса исполнителей на I Всемирном фестивале молодёжи и студентов (Москва). В 1959—1968 годах — солист Государственного академического народного хора им. Г. Верёвки. С 1960 года работал преподавателем кафедры народных инструментов, профессор (1980).
Член КПСС с 1957 года. Парторг в хоре им. Г. Веревки (1961—1968). Парторг Киевской консерватории (1968—1988).
Составил около 90 сборников пьес для бандуры. Автор учебно-методического пособия «Школа игры на бандуре» (1989, в соавторстве с А. Омельченко). С 1976 года был одним из постоянных авторов сборника «Репертуар бандуриста». Автор более 30 оригинальных произведений, среди которых «Концертные вариации», «Размышления», «Экспромт», вариации на украинскую народную тему «Плывёт лодка», «Народный танец», «Народный фрагмент», «Мысль» и др. Ему принадлежат обработки народных песен «Прилетела Ласточка», «Нет хуже чем в неволе», «Ой горе той чайке», «Чёрная пашня испахана» и др. Основоположник школы современного академического бандурного исполнительства. Среди учеников Баштана — П. Чухрай, И. Коваль, Ю. Незовибатько, Р. Гринькив.

## Публикации
- Вони були першими // «Культура і життя», 08.ІІ.1973
- Ще раз про бандуру // «Культура і життя», 1975
- Повернути втрачену славу //«Музика», 1979 № 5
- І фольклор, і класика // «Друг читача», 27.ІІІ.1980
- Українська бандура: історія і сучасність // «Життя і слово» (Торонто, Канада) 18.VII.1983
- З історії музичних інструментів. Бандура // «Культура і життя», 22.I.1984
- Про перемогу кобзи спів // «Вечірній Київ», 11.V.1985
- Дзвени бандуро // «Радянська Україна», 08.I.1988
- Високий художній рівень — традиція кобзарського мистецтва // «Україна», 1990, № 37
- Бандуристе, орле сизий …//Літ. Україна, 23.VII.1992 — С.8
- Хуторянство ми вже мали Інтерв’ю О.Соботович // «Музика», 1993, № 6
- Українська музична газета — 09.XII.1993
- Бандуристе, орле сизий — Вінок спогадів про В. А. Кабачка (в соавторстве с Ивахненко Л. Я.) — К:., Музична Україна, 1995. — 136 с.
- З історії жанру сольно-інструментального виконавства на бандурі / С. Баштан // Тези до науково-практичної конференції: «Українське кобзарство в музичному світі: традиції і сучасність» . — К., 1997. — С. 3—4.
- Пам’яті видатного українського митця — І. М. Скляра // «Бандура», 1998 , № 63—64. — С.30—35
- Іван Скляр — конструктор бандури // «Культура і життя», 06.XI.1999. (Монография «Видатний музикант, майстер І. М. Скляр»).
- Розвиток традицій народного музикування в творчості бандуристів-професіоналів // Матеріали науково-практичної конференції «Кобзарсько-лірницькі традиції та їх сучасний розвиток» — К., 1999. — С.1—3